# ملوان پرنده
ملوان پرنده به انگلیسی: The Flying Sailor) یک فیلم کوتاه پویانمایی مستقل کانادایی محصول سال ۲۰۲۲ به کارگردانی وندی تیلبی و آماندا فوربیس است. این فیلم در جشنواره بین‌المللی فیلم انیمیشن انسی ۲۰۲۲ عرضه شد و چندین نامزدی و جوایز، از جمله نامزدی جایزه اسکار بهترین پویانمایی کوتاه در نود و پنجمین دوره جوایز اسکار، و برنده جایزه بهترین فیلم کانادایی در جشنواره بین‌المللی انیمیشن اتاوا را دریافت کرد. این فیلم در جشنواره بین‌المللی فیلم تورنتو در فهرست ده برتر سال ۲۰۲۲ کانادا قرار گرفت.